# Závislá činnost
Závislá činnost je z hlediska daní z příjmu taková činnost, která není vykonávána zcela nezávisle, tzn. pod vlastním jménem, na vlastní účet a s vlastní odpovědností, ale podle pokynů toho, kdo odměnu za vykonanou práci vyplácí (plátce). 
Nejčastějšími znaky a okolnostmi indikujícími vztah závislé činnosti fyzické osoby a osoby, od níž jí plyne příjem (dále jen „plátce příjmu“) jsou následující:
- plátce příjmu přímo či nepřímo ukládá úkoly, řídí a kontroluje fyzickou osobu a nese odpovědnost související s její činností,
- fyzická osoba má ve vztahu k plátci příjmu obdobné postavení jako zaměstnanec,
- odměna za práci je vypočítána na základě délky pracovní doby nebo obdobným způsobem běžným při odměňování osoby v pracovně-právním vztahu,
- materiál, pracovní pomůcky, stroje a zařízení potřebné pro výkon činnosti jsou fyzické osobě poskytovány plátcem příjmu,
- vztah mezi plátcem příjmu a fyzickou osobou je dlouhodobý anebo soustavný, resp. fyzická osoba vykonává činnost dlouhodobě pouze pro jednoho plátce příjmu, a to osobně nebo prostřednictvím spolupracující osoby.